# Edificio de baja emisión de carbono
Edificios de baja emisión de carbono son edificios diseñados y construidos para liberar muy poco o ningún carbono durante su vida útil.

## Edificios y cambios en el clima
Los edificios son sólo responsables del 38%  de las emisiones GEI (Gas de Efecto Invernadero) (20% residenciales, 18% comerciales). El sector industrial es el que más afecta al calentamiento global.
Pero según el Grupo Intergubernamental de Expertos sobre el Cambio Climático (IPCC en sus siglas en inglés), es también el sector que presenta la relación costo/oportunidad más eficaz para las reducciones GEI.

## Cuáles son los edificios de baja emisión de carbono?
Los edificios de baja emisión de carbono (EbEc) son los edificios diseñados con un estricto criterio de reducción GEI. Así que, por definición, un EbEc es un edificio que emite significativamente menos GEI que cualquier otro edificio que no haya tenido como premisa el criterio mencionado.
No existe un marco referencial bajo el cual calificar un edificio como EbEc (edificios de baja emisión de carbono). Pero para considerar una edificación como “Cambio Climático Neutral”, un EbEc tendría que conseguir al menos el 80% de reducción GEI, comparado con un edificio de construcción tradicional. Según la Stern Review en su informe de la Economía de Cambio Climáticos, nuestras emisiones futuras tendrían que reducirse en un 80% comparados a los niveles actuales, para superar la capacidad natural de la Tierra en deshacaerse de las GEI de la atmósfera. Por comparación, un edificio de construcción tradicional libera aproximadamente 5,000 kgCO2e/m² durante el periodo de vida útil (aunque varía mucho, dependiendo del tipo de proyecto y de su localización).

## Tecnología de edificios de baja emisión de carbono
Los Gases Efecto Invernadero (GEI) son liberados en la atmósfera durante etapas específicas de la vida útil de un edificio:
- Durante la construcción
- Durante su vida operativa operación
- Durante su restauración (si es el caso) y su demolición

Los cálculos de la reducción de los Gases Efecto Invernadero deben considerar las etapas referidas de la vida útil del edificio: construcción (incl. remodelación/restauración y demolición) y su vida operativa.

### Construcción
Las emisiones GEI asociadas con la construcción de los edificios provienen principalmente de:
1. La fabricación de los materiales (p. ej., el hormigón)
2. El transporte de los materiales
3. El transporte de los residuos en la remodelación/restauración
4. E tratamiento de los escombros luego de la demolición

La construcción, renovación, y demolición de un edificio típico, tiene unas emisiones promedio de entre 1,000-1,500 kgCO2e/m² (alrededor de 500 kgCO2e/m² sólo para la etapa de construcción).
Las estrategias adoptadas por los EbEc para reducir las emisiones GEI durante la etapa de su construcción incluyen:
1. Reducir la cantidad de materiales empleados
2. Seleccionar materiales con factores de bajas emisiones asociadas (p. ej., materiales reciclados)
3. Seleccionar proveedores de materiales lo más cercano posible a la localización de la construcción
4. Desvíar los escombros para su uso como material reciclaje en sustitución de su fin tradicional, vertederos o incineración

### Operación
Las emisiones GEI asociadas a la vida útil de los edificios, principalmente provienen de:
1. Consumo de electricidad
2. Consumo de combustibles fósiles para la producción de la electricidad, agua caliente, calefacción, etc. usados en el edificio.
3. El tratamiento de agua residuales del edificio
4. El tratamiento de residuos sólidos por el edificio
5. Los procesos industriales en los edificios

Combustibles fósiles incluyen gas natural y gas propano.
Dependiendo de la región en donde el edificio está localizado y la sumatoria de la energía utilizada en el edificio, las emisiones de operación pueden variar de 0 a por encima de los 100 kgCO2e/m² por año.
Los EbEc normalmente producen menos de 10 kgCO2e/m² por año.
Las estrategias adoptadas por los EbEc para reducir las emisiones GEI durante la operación incluyen:
1. Reducir el consumo de energía
2. El cambio a fuentes de energías renovables

Fuentes de energías renovables:
1. Solar
2. Eólica
3. Hidroeléctrica de bajo impacto
4. Biocombustibles (bajo ciertas condiciones)
5. Geotérmica
6. Mareomotriz y undimotriz

## Reducciones indirectas de GEI
Hay tres fuentes principales de reducciones indirectas de GEI (Gases Efecto Invernadero) disponibles para edificios:
1. Energía renovable
2. Compensaciones de carbono
3. Reducciones GEI a través de la venta de electricidad limpia a la red, producida en el edificio

Estas reducciones de GEI pueden ser utilizadas por los propietarios de los edificios para compensar las emisiones que no pueden ser reducidas de otra manera, o para alcanzar una meta específica de GEI, por ejemplo "neutralidad de carbono".
Nota: las emisiones de los edificios siempre deben ser reportadas en los inventarios de GEI antes e independientemente de cualquier reducción indirecta de GEI. Las transacciones de emisiones de GEI deben ser reportadas separadamente en una sección diferente a la de los inventarios de GEI.
Por esta razón, se recomienda reducir las emisiones de los edificios mediante la adopción de las estrategias enumeradas en los párrafos anteriores, en lugar de utilizar los intercambios de emisiones de GEI.

## Edificios de baja emisión de carbono en la actualidad
Los EbEc, como parte de los denominados “edificios verdes”, se están desarrollando con una rapidez asombrosa. Algunos ejemplos recientes:
- La Fundación Aldo Leopold, Fairfield (EE. UU.)
- El Kroon Hall, en la Escuela de Silvicultura y Estudios Ambientales de la Universidad de Yale (EE. UU.)
- El Centro de Tecnología de Energía Sostenible, en La Universidad de Nottingham, NingBo (China)
- Mud Decisions, Bangalore (India)

## Estándares de edificios de baja emisión de carbono
El Método de Edificios de Carbono Bajo TM 2011, Construcción de Edificios, Una Metodología Simplificada para Estimar GHG Emisiones de Construcción de Edificios